# EBZ Business School

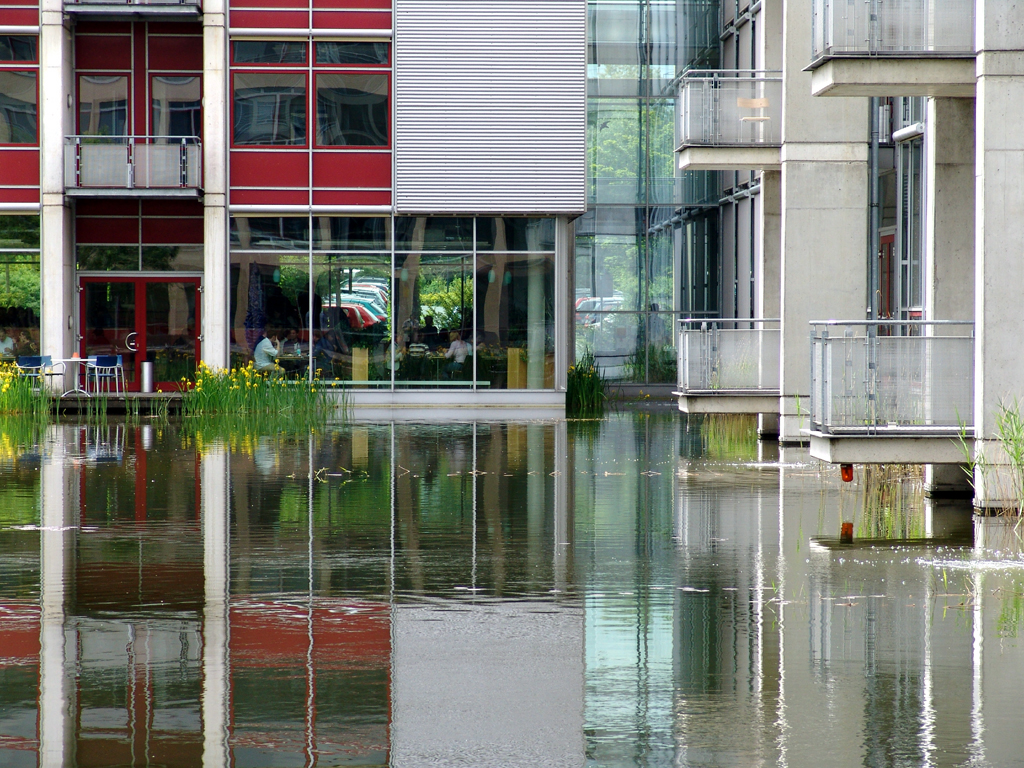
Gebäude der EBZ Business School

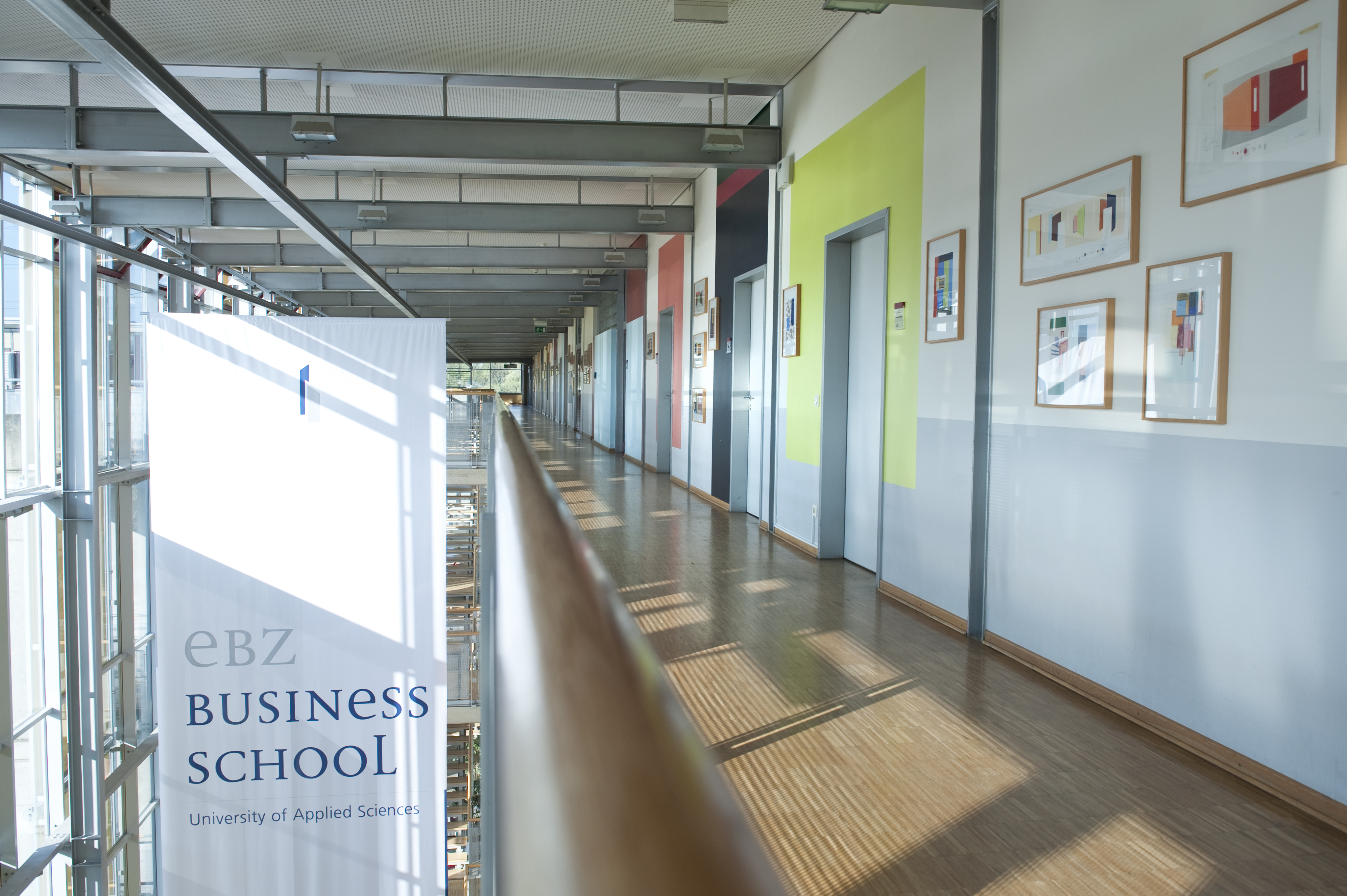
Innenansicht des Gebäudes

Die EBZ Business School – University of Applied Sciences ist eine staatlich anerkannte, private Fachhochschule mit Sitz in Bochum. Sie ist darüber hinaus mit einem Studienzentrum in Hamburg vertreten. Sie wird von der Stiftung EBZ unter der Trägerschaft des GdW Bundesverband deutscher Wohnungs- und Immobilienunternehmen und des Verband der Wohnungswirtschaft Rheinland Westfalen sowie des Bundesverband Freier Immobilien- und Wohnungsunternehmen BFW getragen. Am 30. April 2022 waren 1166 Studierende eingeschrieben. 

## Geschichte
Die Bildungseinrichtung ging aus dem Europäischen Bildungszentrum der Wohnungs- und Immobilienwirtschaft gemeinnützige Stiftung (EBZ) hervor, welches seit 1957 Träger eines Berufskollegs ist.
Die 1992 gegründete Führungsakademie der Wohnungs- und Immobilienwirtschaft bot zunächst ein Weiterbildungsstudium zum Diplomierten Wohnungs- und Immobilienwirt (FWI) an. Im Jahr 2002 startete der Franchise-Studiengang Bachelor of Arts (Immobilienmanagement und Facility Management) in Kooperation mit der Fachhochschule Gelsenkirchen.
Am 18. Dezember 2007 ging die Voranfrage zur Gründung einer privaten Hochschule beim Ministerium für Innovation, Wissenschaft, Forschung und Technologie des Landes Nordrhein-Westfalen ein und wurde am 2. Januar 2008 positiv beschieden. Am 11. April 2008 erfolgte der Antrag auf Akkreditierung der ersten Studiengänge. Dies wurde am 17. September 2008 für die Studiengänge B.A. Business Administration (nicht mehr im Studienangebot), B.A. Real Estate und M.A. Real Estate Management durch die FIBAA realisiert. Nach dem Antrag im September 2008 auf staatliche Zulassung erfolgte diese am 8. Oktober 2008 als private Fachhochschule und zwei Monate später am 8. Dezember 2008 die Aufnahme des Studienbetriebs zum WS 2008/2009.
Im Jahre 2014 erhielt sie die institutionelle Akkreditierung für zehn Jahre. Die Akkreditierung der Studiengänge durch die Royal Institution of Chartered Surveyors (RICS) zwei Jahre später bestätigte die Vermittlung berufsethischer Grundsätze sowie die internationale Prägung der Lehrinhalte. Studierende eines durch RICS akkreditierten Studiengangs erhalten die Möglichkeit, unmittelbar nach dem Abschluss des Studiums das sogenannte „APC“ (Assessment of Professional Competence) zu durchlaufen und als Chartered Surveyor die Berufsbezeichnung MRICS (Professional Member of the Royal Institution of Chartered Surveyors) zu führen.

## Studiengänge
Die EBZ Business School (FH) bietet folgende Studiengänge an, die von der FIBAA (Foundation for International Business Administration Accreditation) akkreditiert sind:
- Bachelor of Arts Real Estate
- Bachelor of Arts Digitalisierung und Immobilienmanagement
- Bachelor of Arts Kommunales Immobilienmanagement
- Bachelor of Science Nachhaltiges Energie- und Immobilienmanagement
- Master of Arts Real Estate Management
- Master of Science Projektentwicklung

Alle Studiengänge können in berufsbegleitend absolviert werden. Es werden unterschiedliche Zeitformen angeboten: Vollzeit, Blockwoche, Wochenende oder Fernstudium digital+. 
Für das Studium werden unterschiedliche Stipendien gewährt, die zum Teil in Kooperation mit Arbeitgebern der Region angeboten werden.

## Hochschulleitung und Professoren
Die Hochschulleitung setzt sich zusammen aus Rektor, Daniel Kaltofen, Kanzlerin und Geschäftsführerin, Diana Ewert, Prorektor für Studium und Lehre, Raphael Spieker, und Prorektor für Forschung, Viktor Grinewitschus.
Hauptamtliche Professoren:
- Katharina N. Böhm (Professur für Wohnungsgenossenschaften und genossenschaftliches Prüfungswesen)
- Torsten Bölting (Professur für Sozialwissenschaften, insb. Wohn- und Raumsoziologie)
- Philip Engelhardt (Professur für Gebäudeenergietechnik und Wärmeversorgung)
- Armin Just (Professur für Bautechnik)
- Alcay Kamis MRICS (Professur für strategisches Management und Controlling in der Immobilienwirtschaft)
- Tobias Keller (Professur für Allgemeine Betriebswirtschaftslehre, insbesondere Management und Personalentwicklung)
- Markus Knüfermann (Professur für Volkswirtschaftslehre, insbesondere Mikro- und Makroökonomie und internationale Wirtschaftsbeziehungen)
- Architekt Andreas M. Krys (Professur für Architektur und Projektentwicklung)
- Ulrich Nack (Professur für Immobilienmanagement)
- Architekt Björn Nolte (Professur für Architektur und Stadtentwicklung)
- Marco Schwenke (Professur für Allgemeine Betriebswirtschaftslehre, insbesondere Marketing, Vertrieb und Quantitative Methoden in der Immobilienwirtschaft)
- Raphael Spieker (Prorektor für Studium und Lehre; Professur für Allgemeine Betriebswirtschaftslehre, insbesondere Finanzierung und Immobilienbewertung)

Stiftungsprofessoren:
- Viktor Grinewitschus (Prorektor für Forschung; Techem-Stiftungsprofessur für Energiemanagement in der Immobilienwirtschaft)
- Jan Üblacker (Vonovia-Stiftungsprofessur für Quartiersentwicklung, insbesondere Wohnen im Quartier)
- Heiko Gsell (Aareon Stiftungsprofessur für Wirtschaftsinformatik)

## Auszeichnungen
Im Praxis-Check der Centrums für Hochschulentwicklung 2011 belegte die Bildungseinrichtung  mit dem Masterstudiengang Real Estate Management mit 44 von 45 möglichen Punkten bundesweit den ersten Platz.
Die EBZ Business School – University of Applied Sciences wurde vom Wirtschaftsmagazin Fokus.Business mit dem Gütesiegel „TOP Weiterbildungsanbieter 2020“ ausgezeichnet. Lediglich 92 Anbieter von 20.000 getesteten Weiterbildungsanbietern erhielten diese Auszeichnung. Dabei erreichte die EBZ Business School sogar die Exzellenz-Stufe.

## Weiterbildung und Zwischenabschlüsse
In den Bachelorprogrammen Bachelor of Arts Real Estate. Bachelor of Arts Digitalisierung und Immobilienmanagement sowie Bachelor of Arts Kommunales Immobilienmanagement erwerben Studierende zusätzliche Zwischenabschlüsse:
- Inklusive: Wohnungs- und Immobilienwirt (EBZ Business School)
- Inklusive: DVP-ZERT® Projektassistent
- Optional: Immobilienökonom (GdW) – Zwischenabschluss, der nach Ablegen einer zusätzlichen Prüfung nach dem zweiten Semester erworben wird.

## Absolventenehrungen
Der Immobilien Manager Verlag vergibt einmal jährlich Preise in elf Kategorien. In der Kategorie „Student des Jahres“ gewannen mit Sandra Altmann, Bereichsleitung Geschäftsführungsbüro GEBAG, Florian Ebrecht, Prokurist Spar- und Bauverein Dortmund eG sowie Sarah-Madeline Buschmann, Projektleitung bei hanova Wohnen, drei EBZ Business School Absolventen in den Jahren 2016, 2018 und 2022.

## Absolventenvereinigung
Der Absolventenverein der Bildungseinrichtung und der ehemaligen Führungsakademie der Wohnungs- und Immobilienwirtschaft ist der EBZ Business School Alumni. Ziel des Alumni-Vereins ist, seinen Mitgliedern über die Ausbildung hinausgehende Fortbildungsmöglichkeiten, ein Informations- und Innovationsnetzwerk sowie eine immobilienwirtschaftliche Kommunikationsplattform zu bieten. Der Verein wurde 1996 gegründet und hat mehr als 500 Mitglieder.

## Forschung
Die Bildungseinrichtung verfügt über ein eigenes Forschungsinstitut für die Grundlagenforschung, das InWIS Institut für Wohnungswesen, Immobilienwirtschaft, Stadt- und Regionalentwicklung. Die anwendungsorientierte Forschung und Entwicklung erfolgt über die InWIS Forschung & Beratung GmbH, die ebenfalls eine wissenschaftliche Einrichtung an der EBZ Business School ist.

## Architektur und Standort

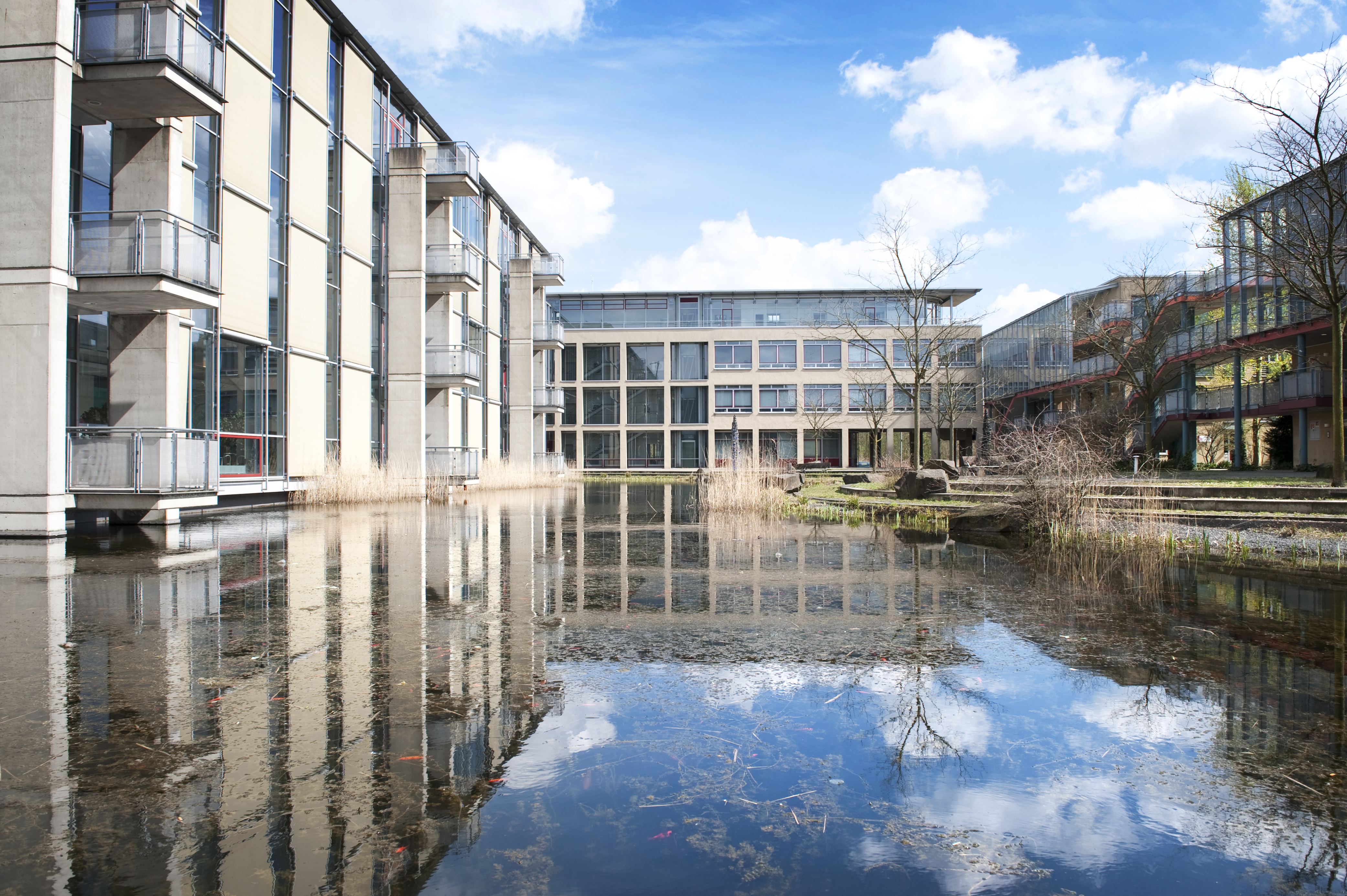
Außenansicht EBZ Business School

Die Bildungseinrichtung ist beheimatet im Innovationspark Springorum und befindet sich in einem Gebäudekomplex, der mit dem Architekturpreis des BDA ausgezeichnet wurde. Die Hochschule teilt sich einen Campus mit dem Berufskolleg sowie der Akademie für Weiterbildung des EBZ (Europäisches Bildungszentrum der Wohnungs- und Immobilienwirtschaft).